# Tlaltenango, Veracruz
Tlaltenango är en ort i Mexiko.   Den ligger i kommunen Tlaquilpa och delstaten Veracruz, i den sydöstra delen av landet, 230 km öster om huvudstaden Mexico City. Tlaltenango ligger 2 402 meter över havet och antalet invånare är 174.
Terrängen runt Tlaltenango är kuperad åt sydväst, men åt nordost är den bergig. Terrängen runt Tlaltenango sluttar österut. Runt Tlaltenango är det ganska tätbefolkat, med 93 invånare per kvadratkilometer. Närmaste större samhälle är Zongolica, 13,2 km öster om Tlaltenango. Omgivningarna runt Tlaltenango är en mosaik av jordbruksmark och naturlig växtlighet.